# Северинівська волость
Северинівська волость (Сухомлинівська волость) — історична адміністративно-територіальна одиниця Одеського повіту Херсонської губернії.
Станом на 1886 рік складалася з 9 поселень, 8 сільських громад. Населення — 1835 осіб (942 осіб чоловічої статі та 893 — жіночої), 373 дворових господарства.
|                     | Площа, десятин | У тому числі орної, дес. |
| ------------------- | -------------- | ------------------------ |
| Сільських громад    | 3853           | 2626                     |
| Приватної власності | 22011          | 14615                    |
| Казенної власності  | —              | —                        |
| Іншої власності     | 282            | 149                      |
| Загалом             | 26146          | 17390                    |

Найбільші поселення волості:
- Северинівка (Сухомлинівка) — село при річці Великий Куяльник за 40 верст від повітового міста, 256 осіб, 56 двори, станова квартира 1-го стана. За 1/4 версти — православна церква, римо-католицький костел, синагога, лікарня, поштова станція, арештанський будинок, школа, аптека, 17 лавок, постоялий двір, базари через 2 тижні по неділях. За версту — паровий млин. За 8 верст — соляні копальні. За 16 верст — поштова станція.
- Андріївка (Гудевичева) — село при балці Сухій Кошківській, 134 особи, 32 двори, лавка.

У 1916 році площа Сухомлинівської волості складала 26264 десятини, дворів — 1309, мешкало 6762 осіб (2951 чоловік та 3811 жінок), 40 населених пунктів.